# Montanoceratops
Montanoceratops (Montanoceratops) – rodzaj późnokredowego dinozaura z rodziny leptoceratopsów, którego szczątki znaleziono w skałach kampańskich i mastrychckich sześciu różnych formacji w Ameryce Północnej. Osiągał 3 m długości. Szyję okrywała kostna kryza, nie wykształcał kopyt charakterystycznych dla bardziej zaawansowanych ceratopsów.

## Historia
Pojedynczą puszkę mózgową znaleziono na wschodnim brzegu rzeki Red Deer w formacji Horseshoe Canyon w południowej Albercie w 1910 podczas ekspedycji Amerykańskiego Muzeum Historii Naturalnej. Oznaczono ją jako AMNH 5244. Odróżniała się ona od puszek mózgowych należących do znanych wówczas neoceratopsów, tym niemniej nie wydzielono wówczas nowego taksonu w oparciu o to znalezisko.
Tymczasem pojawiały się kolejne znaleziska, w tym opisane przez Gilmore'a z formacji Two Medicine na północy Montany. Jednakże najbardziej kompletny szkielet okrzyknięty leptoceratopsem odnaleziono w 1916 skałach formacji St. Mary River w okolicy jeziora Buffalo, także w Montanie. W 1918 Peter C. Kaisen wypreparował go. Od 1935 dzięki Charlesowi J. Langowi znalazł się on zmontowany na wystawie. W rekonstrukcji wzorowano się na protoceratopsie. Jednakże Brown dostrzegł odmienności w budowie czaszki, dlatego w 1942 z Erichem M. Schlaikjerem opisali nowy gatunek ceratopsa, którego zaliczyli do rodzaju Leptoceratops. Stworzyli dlań epitet gatunkowy cerorhynchus. Pojawienie się wcześniej propozycji rodziny leptoceratopsów nie oznaczało jej automatycznego wejścia do użycia. Autorzy umieścili gatunek w rodzinie protoceratopsów.

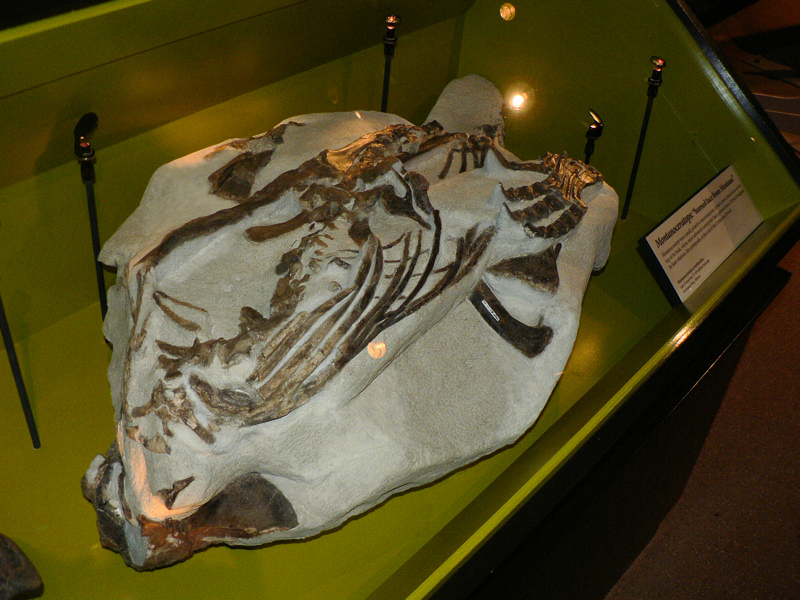
Szczątki zwierzęcia spoczywające w Royal Tyrrell Museum of Palaeontology w Kanadzie.

Tak więc gatunek opisali w 1942 Brown i Schlaikjer, nadając mu nazwę Leptoceratops cerorhynchus, opierając się na badaniach wspomnianego znaleziska z kampańskiej formacji St. Mary River oznaczonego jako AMNH 5464 i uznanego za holotyp. Obejmuje on m.in. następujące kości: obie łuskowe, część kości zaoczodołowej prawej, fragmenty obu kości nosowych i czołowych, kość przedszczękową prawą, część kości zębowej lewej, złączone kości jarzmowe i nadjarzmowe, prawe os quadratoiugale, a poza czaszką głównie kręgosłup z żebrami i szewronami bez tylnych kręgów ogonowych. Brakujące kości czaszki zrekonstruowano dzięki należącym do Leptoceratops gracilis, choć wedle niektórych specjalistów słuszniej byłoby wzorować się na protoceratopsie lub rodzinie ceratopsów. Jednakże w 1951 Sternberg spostrzegł różnice pomiędzy czaszkami L. gracilis i "Leptoceratops" cerorhynchus. Stwierdził, że montański gatunek jest bardziej zaawansowany od protoceratopsa, podczas gdy leptoceratops jest z nich najprymitywniejszy, po czym przeniósł L. cerorhynchus do stworzonego przez siebie nowego rodzaju Montanoceratops. Nazwa ta odnosi się do miejsca znalezienia szczątków.
Wielu informacji dostarczyło odnalezienie kolejnego szkieletu młodocianego osobnika, oznaczonego jako MOR 542, opisanego w 1998 przez Weishampela i Chinnery. W tym samym roku pojawiła się też informacja o kolejnym, względnie kompletnym szkielecie z Alberty, RTMP 82.11.1.
Kolejnych badań pierwszej znalezionej puszki mózgowej dokonał w 2001 Makovicky. Badacz ten usytuował rodzaj w rodzinie leptoceratopsów jako takson siostrzany Leptoceratops gracilis i Udanoceratops tschizhovi.

## Budowa

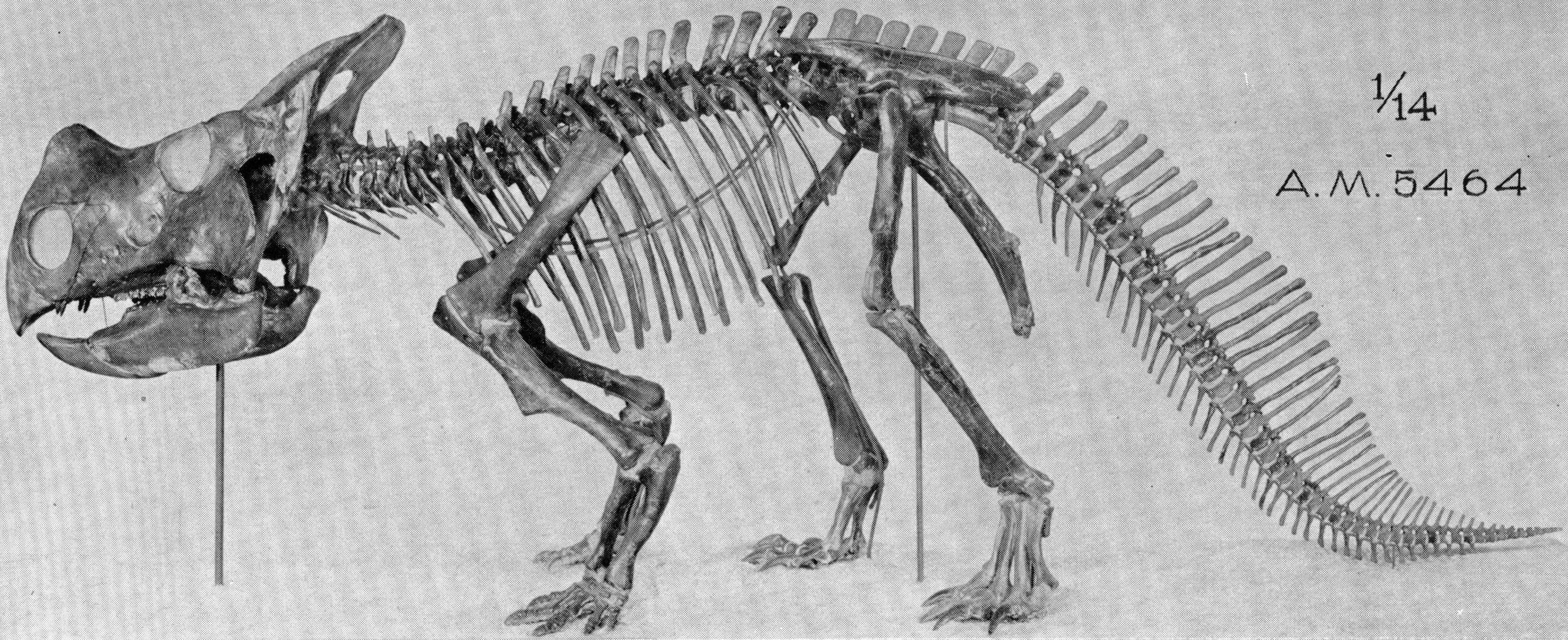
Pierwotna rekonstrukcja szkieletu z pracy Browna i Schlaikjera z 1942. Lokalizację rogu później zmieniono

Montanoceratops mierzył 3 m długości. Poruszał się na czterech kończynach.
Kreatorzy gatunku zwrócili uwagę na kości nosowe zwierzęcia, opisywane jako duże, głębokie, ciężkie, jak również na dobrze rozwinięty róg nosowy.
Według pierwotnej rekonstrukcji autorstwa Browna i Schlaikjera z 1942 M. cerorhynchus na kościach nosowych miał pojedynczy róg. Róg ten miał być większy niż u bagaceratopsa. Jednak analizy dokonane przez Makovick'ego w 2010 dowodzą, że kreatorzy gatunku błędnie przyjęli wyrostek kostny za róg, twór ten utworzony był przez kość jarzmową, parzystą kość znajdującą się na bocznej stronie czaszki. Na tylnym końcu kości łuskowej rozciągał się niski grzbiet kostny. Kość nadoczodołową cechowało wgłębienie. Ostatnie dwie wymienione cechy są charakterystyczne dla montanoceratopsa, podobnie jak prosty brzuszny brzeg kości zębowej, niepasujący do spotykanych u innych leptoceratopsów. Nie było zębów w kości przedszczękowej. Zwierzę żywiło się roślinami.
Proksymalne wyrostki kolczyste były wydłużone. Występowało 8 kręgów krzyżowych. Wydłużone kolce kręgów ogona, chociaż niewidoczne za życia zwierzęcia, czyniły ogon wysokim, a ponieważ cechowała go również duża giętkość, mógł służyć do komunikowania się z innymi osobnikami tego samego gatunku
W przeciwieństwie do przedstawicieli rodziny Ceratopsidae montanoceratops nie wykształcił jeszcze kopyt i palce zwieńczały normalne pazury. Proporcjonalnie do rozmiarów ciała jego przednie kończyny były dłuższe, niż u Ceratopsidae, a ciało cechowała bardziej masywna budowa.

## Systematyka
Montanoceratops cerorhynchus opisano pierwotnie jako gatunek leptoceratopsa, umieszczając go na drzewie rodowym dinozaurów rogatych w pozycji dzisiaj określanej jako grupa siostrzana w stosunku do rodziny ceratopsów, dysponując skąpymi jedynie zasobami informacji na jego temat. Zauważono wtedy takie synapomorfie, jak obecność rogu na nosie i redukcję bocznych otworów skroniowych. Dopiero znalezienie kolejnych szczątków, w tym tylnej części czaszki, obręczy barkowej i dłoni, dostarczyło danych pozwalających przyjrzeć się bliżej pozycji montanoceratopsa. Badania obejmujące prócz wspomnianego kilka innych rodzajów bazalnych neoceratopsów, jak i ceratopsów: anchiceratopsa, azjaceratopsa, bagaceratopsa, brewiceratopsa, centrozaura, chasmozaura, leptoceratopsa, mikroceratopsa, protoceratopsa, styrakozaura i udanoceratopsa potwierdziły wcześniejszy pogląd uznający montanoceratopsa za grupę siostrzaną Ceratopsidae. Rodzaj umieszcza się w rodzinie protoceratopsów albo leptoceratopsów, choć można było spotkać i opinie sytuujące go wśród prymitywnych członków Ceratopsidae. Wedle Sereno należy on do szeregu kilku kolejnych grup zewnętrznych Ceratopsidae, stanowiąc jego najbardziej zaawansowane ewolucyjnie ogniwo, w przeciwieństwie do pierwotniejszego leptoceratopsa. Wykazuje on szereg zaawansowanych cech typowych dla Leptoceratopsidae, dzięki którym uznaje się go za mniej bazalnego od Cerasinops, a także za grupę siostrzaną kladu obejmującego leptoceratopsy o zakrzywionych żuchwach.

## Rozmieszczenie geograficzne
Szczątki montanoceratopsa (najważniejsze znaleziska to okazy MOR 542 i AMNH 5244) pochodzą z Ameryki Północnej, a dokładniej z Montany, gdzie znaleziono je wśród skał datowanych na mastrycht, i Alberty, tym razem z osadów kampańskich. Zwierzę żyło więc od późnego kampanu do późnego mastrychtu. Zwierzę zaliczało się do fauny określanej jako Edmontonian.

## Zasięg stratygraficzny rodzaju i skamieniałości współwystępujące
Kampańskie znaleziska montanoceratopsa pochodzą z grupy Belly River (grupa ta obejmuje skały od santonu do kampanu). Prócz niego znaleziono tam szczątki niezidentyfikowanych bliżej hadrozaurydów i ornitomimów.
Kolejne szczątki znaleziono w górnokampańskiej formacji Allison. Pochodzą stamtąd również niezidentyfikowane pozostałości hadrozaurydów, teropodów, w tym tropy tych mięsożerców i dinozaurze jaja.
Dodson w swej książce The Horned Dinosaurus wymienia też montanoceratopsa wśród ceratopsów kampańskiej formacji Two Medicine, razem z leptoceratopsem, ornitopodami orodromem, majazaurą i hipakrozaurem, pancerną edmontonią i teropodem troodontem.
W datowanych na wczesny mastrycht skałach formacji Horseshoe Canyon znaleziono Montanoceratops, a także liczne szczątki innych zwierząt: dinozaury rogate Anchiceratops ornatus, Arrhinoceratops brachyops, Pachyrhinosaurus canadensis i pewne niezidentyfikowane szczątki ceratopsów, jak również ich ślady, pachycefalozaury Stegoceras edmontonense i S. validum, kaczodziobe hipakrozaura, zaurolofa (Saurolophus osborni) Thescelosaurus neglectus, Parksosaurus warreni oraz dwa gatunki edmontozaura (Edmontosaurus regalis Lambe, 1917 i E. annectens (Marsh, 1892)), ankylozaury Euoplocephalus tutus, Edmontonia longiceps i Panoplosaurus sp (praca Larsona wymienia też niesklasyfikowane dokładniej szczątki z rodziny Ankylosauridae). Z teropodów znaleziono tam celurozaura incertae sedis Ricardoestesia gilmorei, owiraptorozaura Chirostenotes pergracilis i Caenagnathus sp., ornitomimozaury Ornithomimus edmontonensis, Struthiomimus altus i Dromiceiomimus, jak również niezidentyfikowane bliżej Ornithomimidae, alwarezaura Albertonykus borealis, przedstawicieli troodontów, jak Troodon czy Paronychodon, tyranozauroidy Aublysodon sp., Albertosaurus sarcophagus, Daspletosaurus sp. i nieokreślone bliżej pozostałości, dromeozaury, jak nieopisany jeszcze gatunek dromeozaura, Saurornitholestes, Atrociraptor marshalli i inne, niezidentyfikowane bądź nieopisane, prócz tego członków nadrodziny Avialae. Prócz dinozaurów odnaleziono tam pozostałości wielu innych stworzeń. Wśród łuskonośnych wymienia się Leptochamops z Borioteiioidea (Scincomorpha) i niezidentyfikowanych przedstawicieli tego kladu, z champsozaurów Champsosaurus. Żółwie reprezentowali przedstawiciele skorpuchowatych. Żyły tam płazy z grupy skaczących: Palaeobatrachus occidentalis oraz pewne niezidentyfikowane bliżej Salientia oraz płazy ogoniaste: Scapherpetontidae, zarówno niesklasyfikowane dokładniej, jak i rodzaj Scapherpeton, Opisthotriton z rodziny Batrachosauroididae. Ryby kostnoszkieletowe z tej formacji to niezidentyfikowani bliżej przedstawiciele kladu Acanthomorpha, rzędu elopsokształtnych, rodzin Sorbinichtyidae, szczupakowatych, jesiotrowatych i wiosłonosowatych, a także Cyclurus, Belonostomus, Coriops, Oldmanesox, Estesesox. Wśród ryb chrzęstnoszkieletowych znaleziono Hybodus, Cretoxyrhina, Ischyrhiza, Myledaphus. Typ mięczaków reprezentuje Viviparus prudentius.

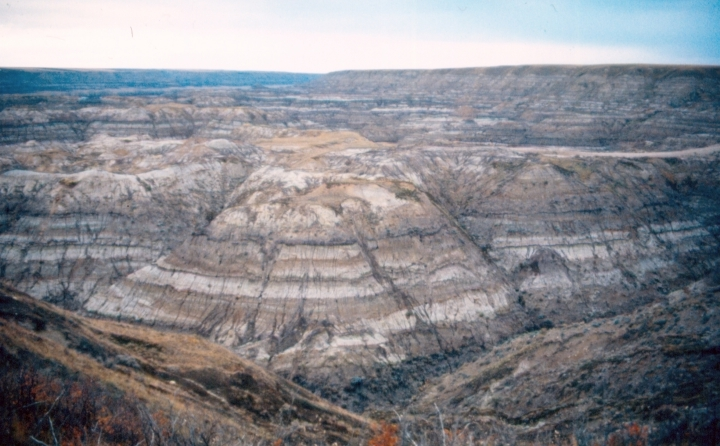
Lokalizacja typowa formacji Horseshoe Canyon – Horseshoe Canyon w okolicach Drumheller

Kolejną wczesnomastrychcką formacją, w której odnaleziono skamieniałości montanoceratopsa jest formacja St. Mary River, znana również z hadrozaurów zaliczanych do płaskogłowych i lambeozaurów, teropodów umieszczanych w rodzinach ornitomimów, tyranozaurów, a być może też |dromeozaurów. Również tu znaleziono jaja dinozaurów.
Późnomastrychckie pozostałości montanoceratopsa pochodzą z kolei z formacji Willow Creek, gdzie również sąsiadowały one z hadrozaurydami, teropodami (zidentyfikowano tutaj Tyrannosaurus rex i pozostałości tetanurów). W formacji tej stwierdzono także jaja dinozaurów.